# AKR1C3
AKR1C3 (англ. Aldo-keto reductase family 1 member C3) – білок, який кодується однойменним геном, розташованим у людей на короткому плечі 10-ї хромосоми. Довжина поліпептидного ланцюга білка становить 323 амінокислот, а молекулярна маса — 36 853.
| 10         |  | 20         |  | 30         |  | 40         |  | 50         |
| ---------- |  | ---------- |  | ---------- |  | ---------- |  | ---------- |
| MDSKHQCVKL |  | NDGHFMPVLG |  | FGTYAPPEVP |  | RSKALEVTKL |  | AIEAGFRHID |
| SAHLYNNEEQ |  | VGLAIRSKIA |  | DGSVKREDIF |  | YTSKLWSTFH |  | RPELVRPALE |
| NSLKKAQLDY |  | VDLYLIHSPM |  | SLKPGEELSP |  | TDENGKVIFD |  | IVDLCTTWEA |
| MEKCKDAGLA |  | KSIGVSNFNR |  | RQLEMILNKP |  | GLKYKPVCNQ |  | VECHPYFNRS |
| KLLDFCKSKD |  | IVLVAYSALG |  | SQRDKRWVDP |  | NSPVLLEDPV |  | LCALAKKHKR |
| TPALIALRYQ |  | LQRGVVVLAK |  | SYNEQRIRQN |  | VQVFEFQLTA |  | EDMKAIDGLD |
| RNLHYFNSDS |  | FASHPNYPYS |  | DEY        |  |            |  |            |

A: Аланін

C: Цистеїн

D: Аспарагінова кислота

E: Глутамінова кислота

F: Фенілаланін

G: Гліцин

H: Гістидин

I: Ізолейцин

K: Лізин

L: Лейцин

M: Метіонін

N: Аспарагін

P: Пролін

Q: Глутамін

R: Аргінін

S: Серин

T: Треонін

V: Валін

W: Триптофан

Кодований геном білок за функцією належить до оксидоредуктаз. 
Задіяний у такому біологічному процесі, як альтернативний сплайсинг. 
Білок має сайт для зв'язування з НАД, НАДФ. 
Локалізований у цитоплазмі.